# شاين بارنارد
شاين بارنارد (بالإنجليزية: Shane Barnard)‏ هو مغني أمريكي، ولد في 14 يناير 1976 في بليسرفيل في الولايات المتحدة.

## وصلات خارجية
- شاين بارنارد على موقع ميوزك برينز (الإنجليزية)
- شاين بارنارد على موقع ديسكوغز (الإنجليزية)